# Acrossocheilus fasciatus
Acrossocheilus fasciatus és una espècie de peix cipriniforme de la família dels ciprínids.

## Morfologia
Els mascles poden assolir els 8,9 cm de longitud total.

## Distribució geogràfica
Es troba a Shanghai (Xina).